# Robert Mercier

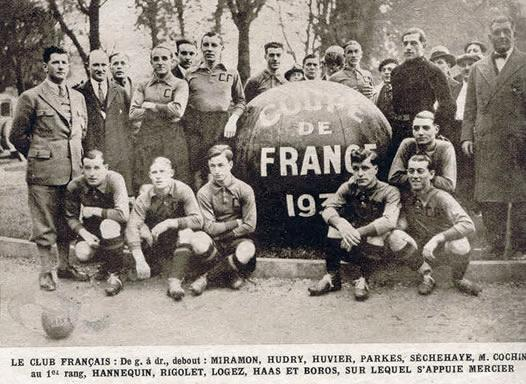
Pokalsiegerelf von 1931; Mercier stützt sich rechts vorne auf einen Mitspieler auf.

Robert Mercier, eigentlich Robert Furois (* 14. Oktober 1909 in Paris; † 15. September 1958), war ein französischer Fußballspieler.

## Vereinskarriere
Der Mittelstürmer begann seine Karriere In den 1920er Jahren beim Club Français Paris; mit diesem Traditionsverein wurde Robert Mercier 1931 Pokalsieger und im selben Jahr auch zum Nationalspieler. Als 1932 in Frankreich eine professionelle Liga eingeführt wurde, war er mit dem Club Français dabei, und das durchaus erfolgreich: am Ende der ersten Saison der Division 1 gewann Mercier die Torjägerkrone gemeinsam mit Walter Kaiser von Stade Rennais UC, wobei er in maximal 18 Partien 15 Treffer erzielt hatte. Sein Verein allerdings stieg aufgrund einer Verkleinerung der Liga in die zweite Division ab und zog sich 1934 ganz aus dem bezahlten Fußball zurück.
Mercier wechselte daraufhin zum Lokalrivalen Racing Paris; in der Saison 1935/36 war er an dessen Gewinn des Doublés beteiligt, wurde mit der Mannschaft französischer Meister (18 Punktspiele und acht Treffer) und erneut Pokalsieger, wobei er im Endspiel allerdings nicht eingesetzt worden war. Auch in der Folgesaison gehörte er zum Stamm der Elf, brachte es sogar auf 26 Ligapartien, erzielte darin aber nur noch ein Tor. Ein komplizierter Beinbruch, den er sich in einem Freundschaftsspiel mit Racing Paris zuzog, beendete seine Karriere abrupt. Insoweit bleibt unklar, ob er in der Saison 1937/38, als er laut Webseite des französischen Verbandes bei Racing Arras unter Vertrag gestanden haben soll, noch zu Einsätzen kam. Gleiches gilt für seine anschließende Beschäftigung bei Stade Rennais UC und dem FC Dieppe (als Trainer).

## Nationalspieler
Zwischen Mai 1931 und November 1935 bestritt Robert Mercier sieben A-Länderspiele für Frankreich, in denen er drei Treffer erzielte, zwei davon gleich bei seinem Debüt gegen England. Für die Weltmeisterschaft 1934 in Italien fand er aber keine Berücksichtigung in Frankreichs Aufgebot, weil die Konkurrenz auf seiner Angriffsposition mit Jean Nicolas und Roger Courtois sehr stark war.

## Palmarès
- Französischer Meister: 1936
- Französischer Pokalsieger: 1931, 1936 (ohne Endspieleinsatz)
- 7 A-Länderspiele, 3 Treffer
- Ligatorschützenkönig: 1933

## Belege und Anmerkungen
1. ↑  Laut Chaumier, S. 213, starb Mercier erst am 23. September 1958.
2. ↑  Die exakte Zahl der Ligaspiele, die Mercier 1932/33 bestritten hat, ist bisher nicht festzustellen.
3. ↑  Almanach du football éd. 1935/36. Paris 1936, S. 46
4. ↑  Almanach du football éd. 1936/37. Paris 1937, S. 45
5. ↑  Chaumier, S. 213/214

| Personendaten    | Personendaten                              |
| ---------------- | ------------------------------------------ |
| NAME             | Mercier, Robert                            |
| ALTERNATIVNAMEN  | Furois, Robert (Geburtsname)               |
| KURZBESCHREIBUNG | französischer Fußballspieler               |
| GEBURTSDATUM     | 14. Oktober 1909                           |
| GEBURTSORT       | Paris                                      |
| STERBEDATUM      | 15. September 1958 oder 23. September 1958 |